# Gleicheniovité
Gleicheniovité (Gleicheniaceae) je čeleď kapradin z řádu gleicheniotvaré. Jsou to často mohutné kapradiny s nápadně vidličnatě větvenými listy. Rostou v tropech celého světa.

## Popis
Gleicheniovité jsou bylinné kapradiny s nápadně členěnými listy. Oddenky jsou zpravidla dlouze plazivé a větvené, pokryté šupinami nebo chlupy. V oddenku je jeden centrální cévní svazek (protostélé nebo sifonostélé). Listy jsou velké, většinou 1 až mnohokrát vidličnatě větvené, šplhavé nebo ovíjivé, v pupeni spirálovitě stočené. Vidličnaté větvení je zdánlivé, hlavní osa se zastavuje a v růstu pokračují 2 boční větve. Plodné listy (sporofyly) se tvarem neliší od sterilních (trofofylů). Růst listů je často neukončený a mohou dorůstat délky až 10 metrů. Žilky v lístcích jsou volné, nevětvené nebo 1 až 3x větvené a běžící k okraji obvykle úzce kopinatého nebo trojúhelníkovitého úkrojku. Výtrusné kupky jsou okrouhlé, bez ostěry. Sporangia jsou kulatá nebo hruškovitá, se širokým nepřerušeným prstencem. Gametofyt je nadzemní, zelený, srdčitého nebo protáhlého tvaru.

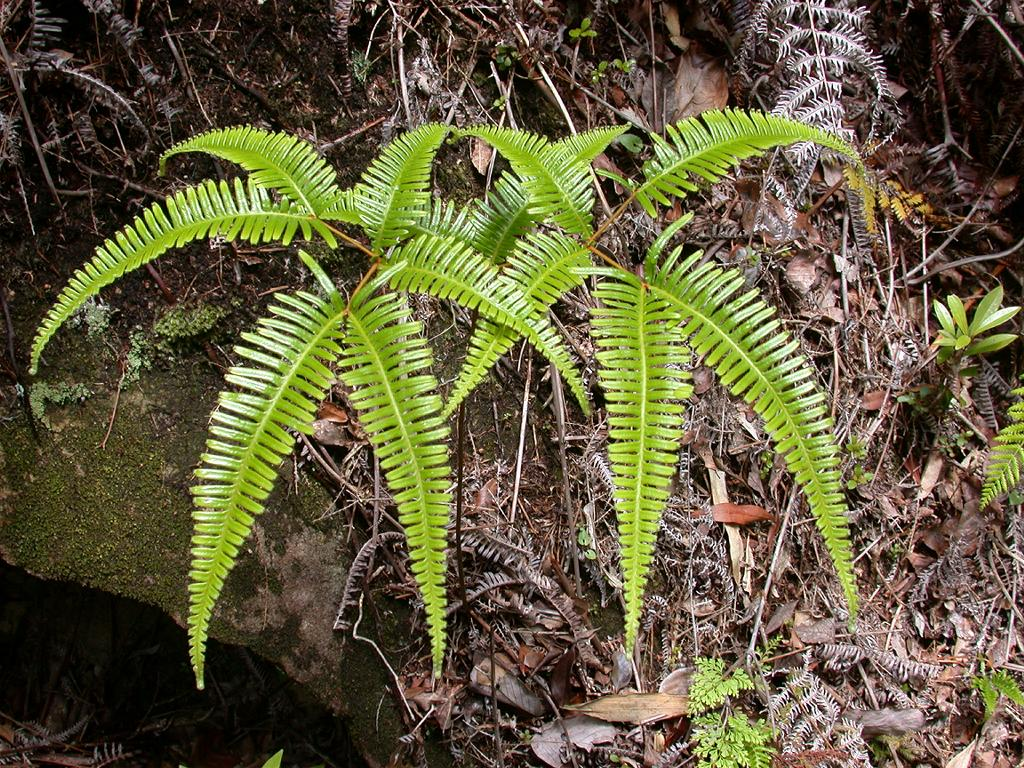
Dicranopteris linearis
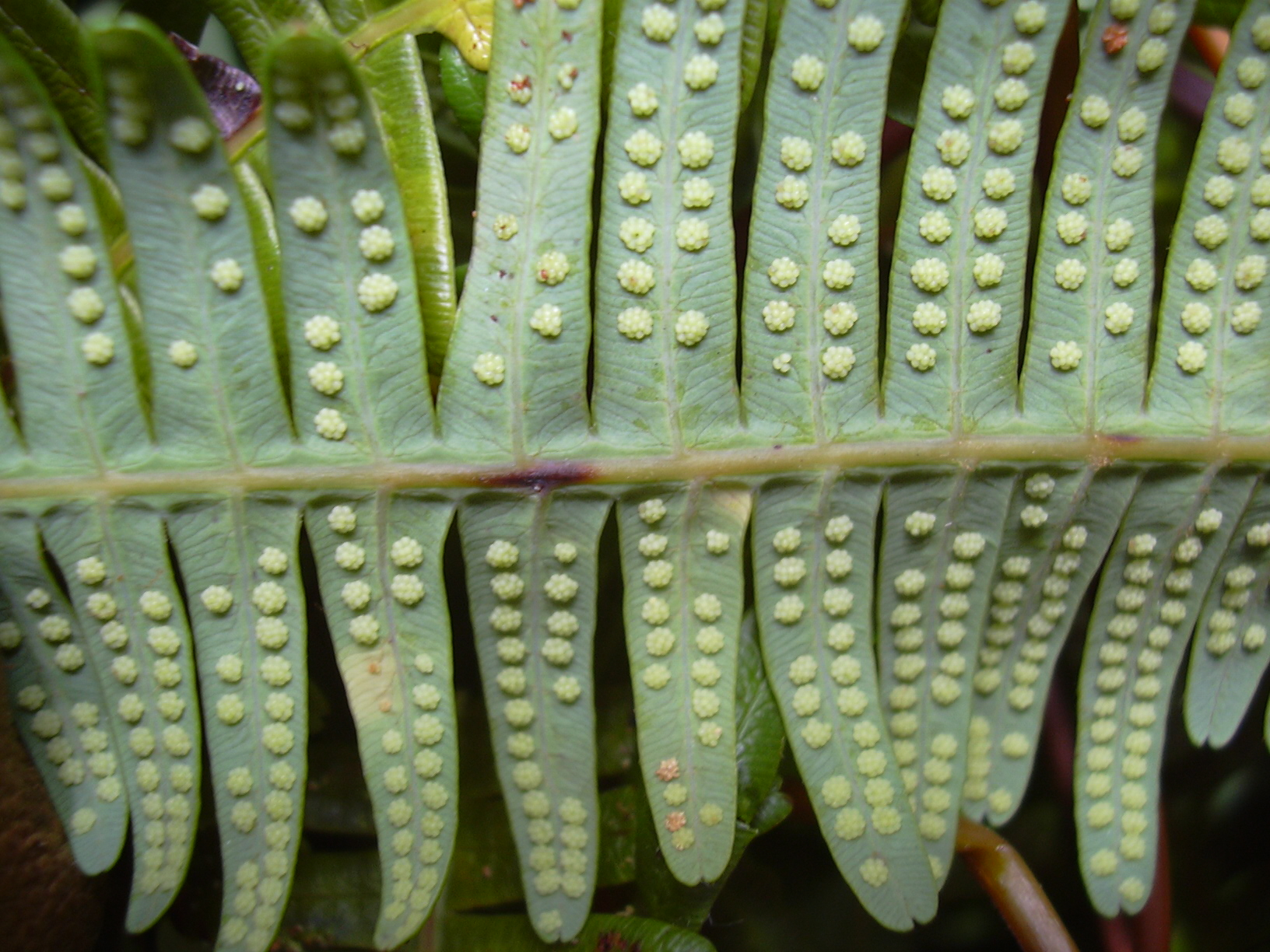
Kupky na spodu listu Dicranopteris linearis
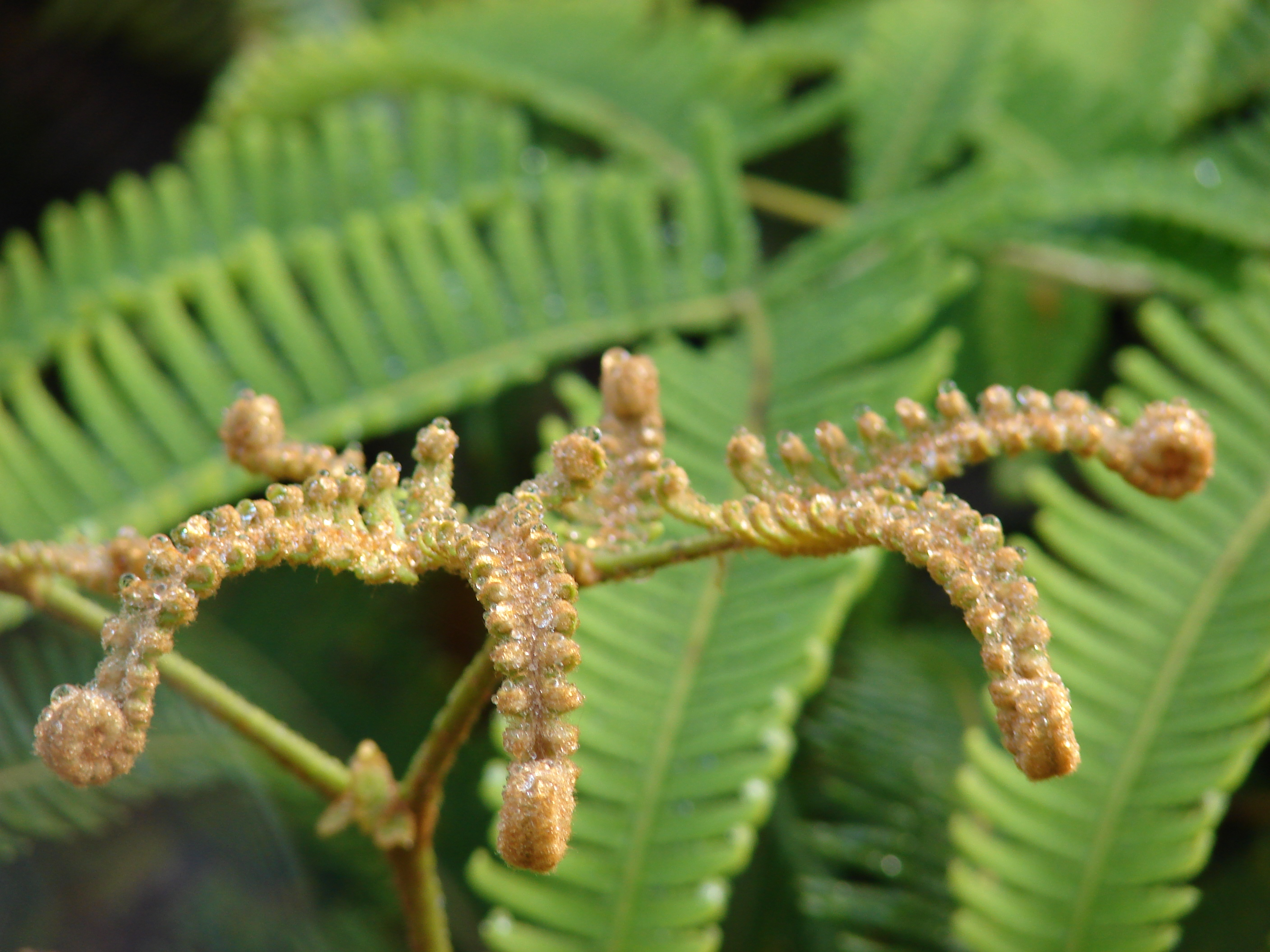
Rozvíjející se list Dicranopteris linearis
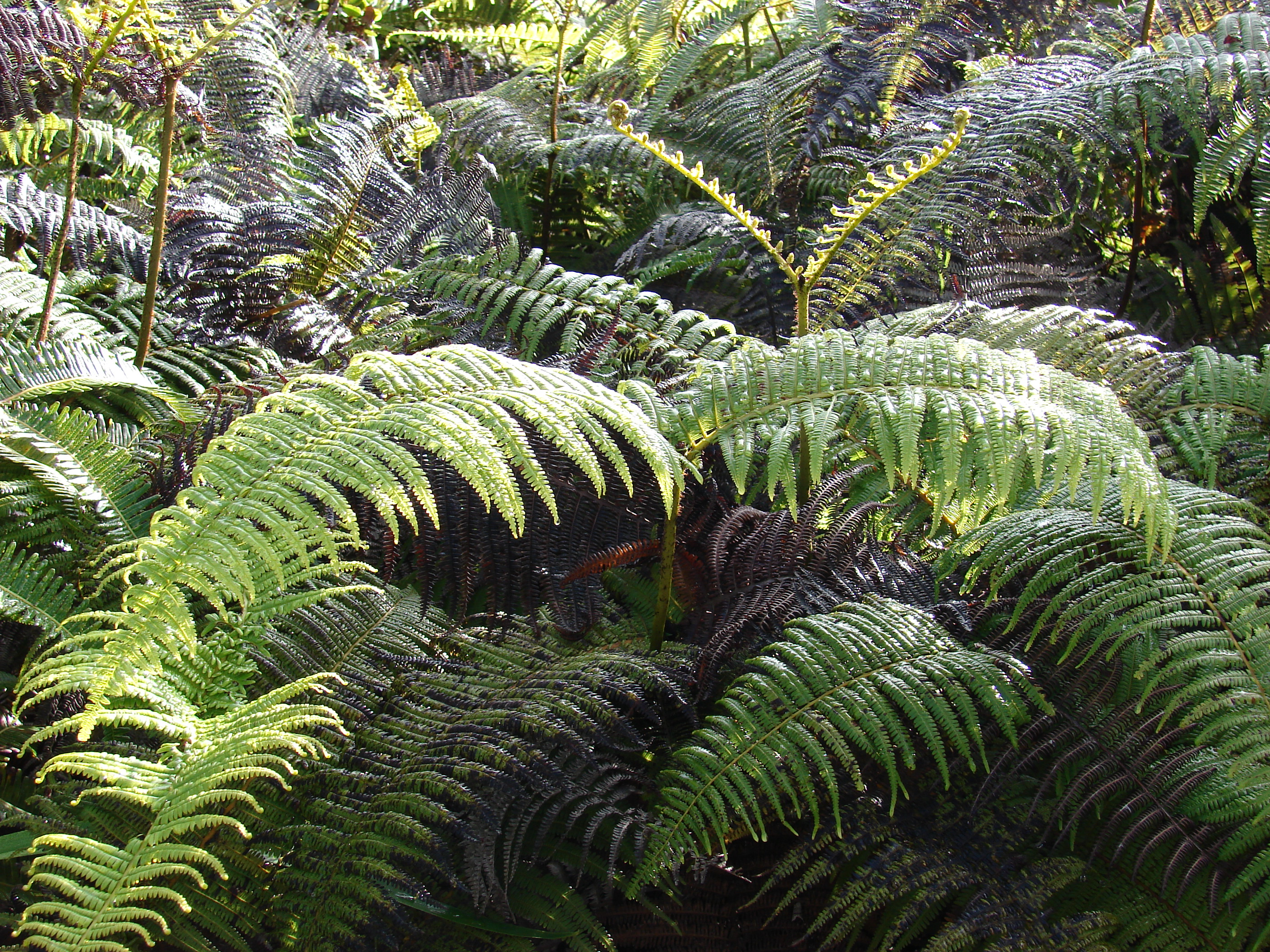
Porost Diplopterygium pinnatum
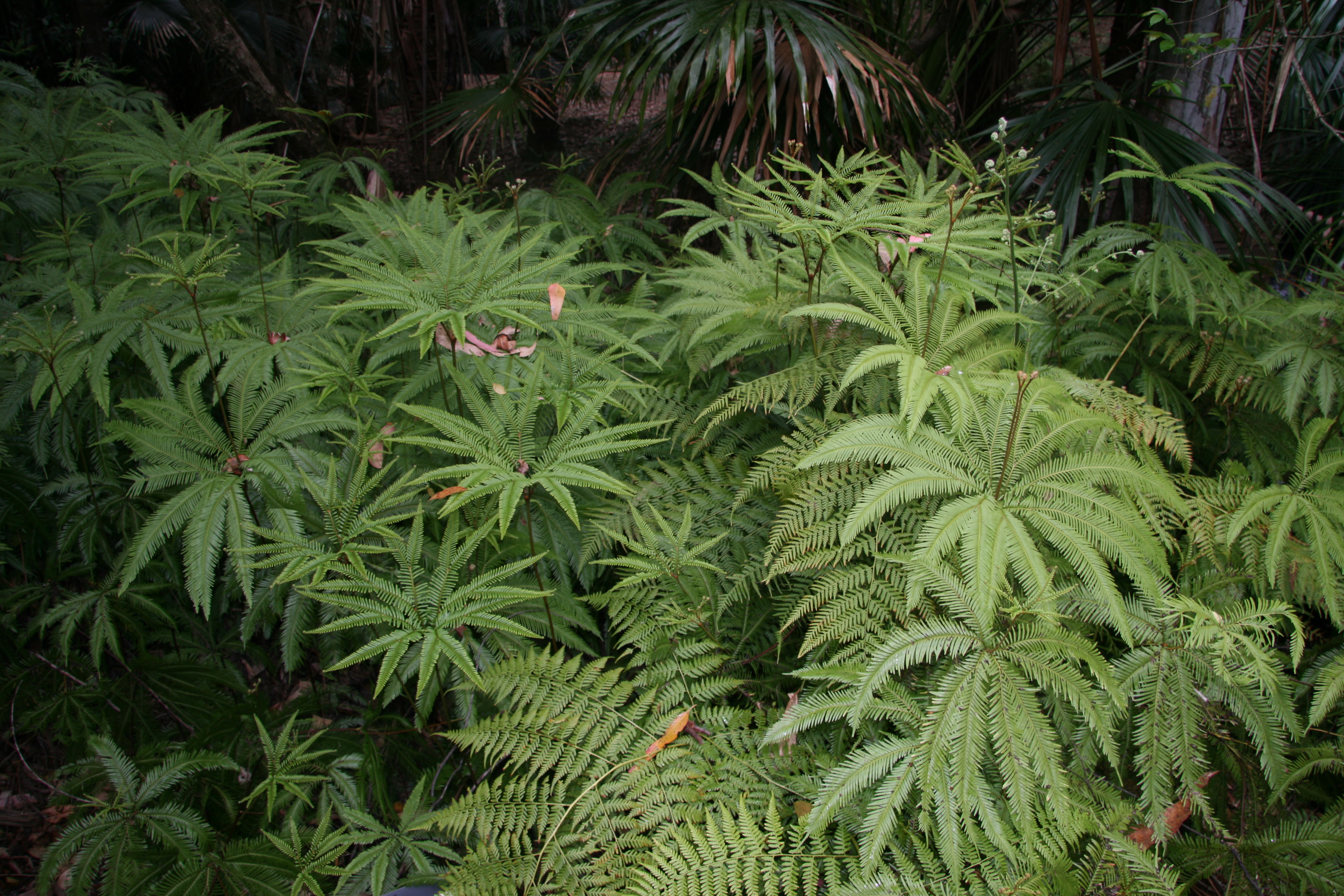
Porost Sticherus flabellatus

## Rozšíření
Gleicheniovité zahrnují asi 125 druhů v 6 rodech. Největší rod je Sticherus (62 druhů). Gleicheniovité jsou pantropicky rozšířeny. Největší rody (Sticherus, Dicranopteris, Diplopterygium a Gleichenia) jsou zastoupeny v tropech Nového i Starého světa. Druh Dicranopteris flexuosa zasahuje na jihovýchod Spojených států.

## Taxonomie
Gleicheniaceae tvoří spolu s čeleděmi Dipteridaceae a Matoniaceae monofyletickou starou vývojovou větev kapradin. Všechny tyto čeledi jsou řazeny do řádu Gleicheniales. Rod Stromatopteris z Nové Kaledonie je občas řazen do samostatné čeledi Stromatopteridaceae v rámci řádu Gleicheniales.

## Historie
Čeleď Gleicheniaceae se ve fosilních záznamech objevuje s jistotou v triasu (rody Gleichenites a Mertenites), tedy v době před 200 až 250 miliony let. Do souvislosti s touto čeledí byly dávány i fertilní fosilie Oligocarpia z karbonu.

## Zástupci
- gleichenie (Gleichenia)[9]

## Přehled rodů
Dicranopteris, Diplopterygium, Gleichenella, Gleichenia, Sticherus, Stromatopteris